# Bundesstraße 183a
Die deutsche Bundesstraße 183a (Abkürzung: B 183a) verläuft durch die Bundesländer Sachsen-Anhalt und Sachsen.

## Überblick
- Länge: 29 km
- Anfangspunkt: Brehna
- Endpunkt: Bad Düben

## Geschichte/Weiteres
Die Nummer 183a wurde zur Zeiten der DDR vergeben, um das Netz der Fernstraßen etwas zu füllen. Anders als in der Bundesrepublik Deutschland, wo neue Nummern ab 399 auftauchten, wurden in der DDR Nummern mit einer a-Erweiterung verwendet. Die Bundesstraßen 183 und 183a haben jedoch keine Verbindung.